# Anisogomphus yunnanensis
Anisogomphus yunnanensis är en trollsländeart som beskrevs av Zhou och Wu 1992. Anisogomphus yunnanensis ingår i släktet Anisogomphus och familjen flodtrollsländor. Inga underarter finns listade i Catalogue of Life.